# テトラ・アビエーション Mk-5
テトラ・アビエーション Mk-5（テトラ・アビエーション マーク5、英語: teTra aviation Mk-5）は、日本のテトラ・アビエーションが開発している有人eVTOL（空飛ぶクルマ）。

## 経緯
エア・モビリティ開発コンテスト「GoFly」向けのコンセプトモデルとして2020年（令和2年）に発表されたMk-3に続き、テトラ・アビエーションは1年をかけてMk-5の開発を行った。福島ロボットテストフィールドの飛行試験場における試験飛行などを経て、2021年（令和3年）7月26日に「エアベンチャー オシュコシュ2021」にてMk-5の実機を初公開し、同時に予約販売のための有料ミーティングの受付を開始した。
2021年8月16日にはアメリカにて連邦航空局（FAA）から実験航空機向けの特別耐空証明証と飛行許可証、登録記号「N155TA」を取得し、9月2日にカリフォルニア州で飛行試験を開始した。2021年12月20日の時点で販売の成約がなされ、2022年（令和4年）6月22日の時点で4機の試作機が完成している。また、2022年9月17日には、福島ロボットテストフィールドにて岸田文雄内閣総理大臣の視察を受け、岸田総理がコックピットに搭乗している。2022年末のデリバリー開始が予定されていたが、後に2023年（令和5年）中に変更されている。
想定されていた主な顧客はプライベートパイロットライセンスを持つアメリカの富裕層だが、日本の顧客への販売も可能としていた。全世界での販売目標として掲げられていた機数は40機。個人利用機としてアメリカの顧客からのフィードバックを受け、2拠点間移動サービス向けの量産型eVTOLの開発へ活かす方針が立てられており、2024年（令和6年）には実用機に位置づけられる2人乗りのMk-7の開発が、Mk-5での実証を基に開始されている。2024年12月2日には、正式なMk-7の発表に合わせてMk-5の製造・販売の終了がアナウンスされた。

## 設計
30分で100 km移動するという移動体験をコンセプトとする。機体はアルミニウムおよび炭素繊維強化プラスチック（CFRP）、アラミド繊維強化プラスチック（AFRP）製で、市販される航空機として有人飛行における安全性を重視し、マルチコプター形式ではなく従来の小型飛行機に近い形状を採用している。前後2枚の固定翼に32枚の垂直離着陸用プロペラを、胴体後尾に1枚の推進用プロペラを備え、水平飛行は固定翼と尾部のプロペラで行う。垂直離着陸用プロペラは4枚が故障しても安定飛行に支障はなく。フライトシステムの制御系統も安全性のために二重化されている。オプションとして緊急着陸用のパラシュートを装備することも可能。乗員は1名で、操縦にはジョイスティックを用いる。
販売はキットプレーンとして行われた。価格は約5,000万円。また、機体の仕様はシリアル番号（SN）によって異なり、「オシュコシュ2021」で発表された機体はSN2、顧客にデリバリーされる機体はSN3以降となる。

## 諸元（SN3以降・一部目標値）
出典：「テトラ・アビエーション」。
- 全長：6.15 m
- 全幅：8.62 m
- 全高：2.51 m
- 本体重量：357.8 kg
- 最大離陸重量：580 kg
- バッテリー：リチウムイオン電池[13]（電力17 kWh）
- 最大推力：854 kgf（垂直方向）、125 kgf（水平方向）
- 巡航速度：160 km/h
- 航続距離：160 km
- 乗員：1名